# Obi-Wan Kenobi (phim truyền hình)
Obi-Wan Kenobi là một sê-ri phim truyền hình ngắn tập Hoa Kỳ, được sáng tạo cho dịch vụ phát trực tuyến Disney+, xoay quanh nhân vật chính cùng tên trong Chiến tranh giữa các vì sao. Lấy bối cảnh mười năm sau sự kiện của Chiến tranh giữa các vì sao: Tập III – Sự báo thù của người Sith (2005), sê-ri được đạo diễn bởi Deborah Chow, với nhà sản xuất chính Joby Harold.
Ewan McGregor tham gia sản xuất và đóng vai chính, tái diễn vai của mình từ bộ ba tiền truyện của Chiến tranh giữa các vì sao. Hayden Christensen, Joel Edgerton, và Bonnie Piesse cũng trở lại với vai diễn từ bộ ba phần tiền truyện. Dự án được bắt đầu với tư cách là một bộ phim spin-off film được biên kịch bởi Hossein Amini và đạo diễn bởi Stephen Daldry, nhưng đã được làm lại thành một sê-ri ngắn tập bởi Amini sau sự thất bại về doanh thu của Solo: A Star Wars Story (2018). McGregor được xác nhận đóng vai chính vào tháng 8 năm 2019, và Chow được thuê làm đạo diễn một tháng sau đó. Sản xuất được lên lịch bắt đầu vào tháng 7 năm 2020, nhưng sê-ri đã bị hoãn vô thời hạn vào tháng 1 năm 2020 bởi vì Lucasfilm không hài lòng với kịch bản của sê-ri. Harold được thuê để biên kịch lại sê-ri vào tháng 4 năm 2020, và sự tuyển chọn diễn viên bổ sung được công bố vào tháng 3 năm 2021. Quay phim được bắt đầu vào tháng 5 năm 2021 tại Los Angeles, sử dụng công nghệ video wall StageCraft, và hoàn thành vào tháng 9. Nhà soạn nhạc của các phim Star Wars, John Williams biên soạn nhạc nền chính của sê-ri.
Obi-Wan Kenobi được dự kiến sẽ công chiếu vào ngày 27 tháng 5 năm 2022, và sẽ bao gồm sáu tập phim.

## Dự kiến nội dung
Mười năm sau sự kiện của bộ phim Chiến tranh giữa các vì sao: Tập III – Sự báo thù của người Sith (2005), Obi-Wan Kenobi đang dõi theo cậu bé Luke Skywalker trên hành tinh Tatooine khi ông nhận thấy mình phải dấn thân vào một "cuộc phiêu lưu hấp dẫn".

## Diễn viên và nhân vật

### Diễn viên chính
- Ewan McGregor trong vai Obi-Wan Kenobi: Một Bậc thầy Jedi người đã sống sót sau Lệnh 66 và bây giờ phải sống lưu vong trên hành tinh sa mạc Tatooine, dõi theo cậu bé Luke Skywalker.[2][3] McGregor rất hào hứng khi vào vai một phiên bản của nhân vật Obi-Wan gần hơn với sự thể hiện của Alec Guinness từ bộ ba phần gốc của Chiến tranh giữa các vì sao hơn là nhân vật Obi-Wan trẻ tuổi hơn mà chính ông đóng trong bộ ba phần tiền truyện,[4] với Obi-Wan ở phần đầu sê-ri được mô tả là "khá tan vỡ, và mất niềm tin, và bị đánh bại, [đã] phần nào từ bỏ".[5]

### Diễn viên định kỳ
- Rupert Friend trong vai Đại Phán quan: Phán quan hạng cao nhất của Đế chế Thiên hà, với nhiệm vụ săn lùng Jedi.[5] Anh ta từng là thành viên của Jedi Order, phục vụ như một Người bảo vệ Đền Jedi. Friend cho biết nhân vật thích thú với âm thanh của chính giọng nói của mình và ngây thơ tin rằng mình "ngang hàng" với Darth Vader, mong muốn được thay thế anh ta làm người học việc của Hoàng đế Palpatine . Friend rất hào hứng khi đưa Đại Phán quan thành người thật và muốn trung thành với nhân vật của anh ta trong loạt phim hoạt hình Star Wars Rebels, mặc dù anh ấy, Chow và đồng sáng tạo của Rebels là Dave Filoni không muốn Friend gây ấn tượng với nam diễn viên gốc Jason Isaacs.
- Sung Kang trong vai Ngũ Huynh: Một Phán quan, đối thủ của Reva và tuân thủ nghiêm ngặt mệnh lệnh của cả Grand Inquisitor và Darth Vader.[6]
- Moses Ingram trong vai Reva / Tam Muội: Một Phán quan tàn nhẫn, đầy tham vọng người cảm thấy cần phải chứng tỏ bản thân trước Đại Phán quan và Darth Vader.[5][6] Từng là Jedi nhỏ tuổi, cô bí mật âm mưu trả thù Vader vì đã giết đồng nghiệp của cô trong Lệnh 66. Reva có chung mục tiêu là tận tâm tìm kiếm Kenobi, mặc dù cô ấy sẵn sàng sử dụng các chiến thuật bốc đồng hơn. Joby Harold tin rằng Reva sẽ "đóng góp vào kho tàng nhân vật phản diện của Star Wars theo một cách khá thú vị", trong khi Ingram miêu tả cô là một "chiến binh toàn diện" và đầy phong cách.[7] Ingram cảm thấy sự tha thứ là chủ đề trọng tâm trong nhân vật của cô, và rằng Reva được thúc đẩy bởi chấn thương từ nỗi đau trong quá khứ của cô, nói thêm "nếu cô ấy có thể để nó qua đi, hoặc nếu cô ấy có thể đối phó tốt hơn, cô ấy sẽ không cần phải làm thế những việc cô ấy đang làm". Cô cũng ảnh hưởng đến ngoại hình của Reva, nhấn mạnh rằng nhân vật này sử dụng mái tóc xoăn tự nhiên của cô thay vì đội tóc giả để trẻ em Mỹ gốc Phi có thể bắt chước nhân vật này cho Halloween. Ayaamii Sledge miêu tả một Reva trẻ tuổi.
- Vivien Lyra Blair trong vai Leia Organa: con gái của Anakin Skywalker, chị em song sinh của Luke, và là công chúa trên hành tinh Alderaan.
- Kumail Nanjiani trong vai Haja Estree: Một kẻ lừa đảo cấp độ đường phố làm việc trên đường phố Daiyu, đóng giả như một Jedi. Nanjiani đã nghiên cứu những kẻ lừa đảo và pháp sư ngoài đời thực để chuẩn bị cho vai diễn.

- Hayden Christensen và James Earl Jones trong vai Anakin Skywalker / Darth Vader: Người học việc cũ của Kenobi, người đã rơi xuống phe bóng tối và trở thành Sith Lord. Ông là cha của Luke Skywalker và Leia Organa. Không đóng vai nhân vật này kể từ năm 2005, Christensen đã xem lại các bộ phim Skywalker Saga, cũng như loạt phim hoạt hình Star Wars: The Clone Wars and Rebels, để chuẩn bị cho vai diễn này. Anh thích thú khi thấy loạt phim hoạt hình đã khám phá sâu hơn về mối quan hệ giữa Anakin và Kenobi. Christensen rất hào hứng khi thể hiện Darth Vader, người đã chủ yếu miêu tả nhân vật là Anakin Skywalker trước đây, và thảo luận về cách thể hiện sức mạnh đồng thời của Vader và sự giam cầm với Châu Tinh Trì; ông gọi Vader trong truyện là "rất mạnh mẽ". Trong khi Christensen chủ yếu đóng vai Vader, Dmitrious Bistrevsky đóng vai trò là người hoạt động trong bộ đồ cho Vader, trong khi Tom O'Connell đóng vai kép đóng thế. Jones lồng tiếng cho Darth Vader, tái hiện lại vai diễn của anh từ các phương tiện truyền thông Star Wars trước đó.[1][2][8]
- Indira Varma vai Tala Durith: Một sĩ quan Hoàng gia bị vỡ mộng trên hành tinh Mapuzo, người đã giúp Jedi thoát khỏi Đế chế với sự giúp đỡ từ The Path.[5]

### Diễn viên khác
- Benny Safdie trong vai Nari: Một Jedi trốn trên Tatooine, người đã trốn thoát khỏi Lệnh 66 khi còn là một Youngling.
- Joel Edgerton trong vai Owen Lars: Một nông dân ẩm ướt trên Tatooine, anh trai kế của Anakin Skywalker, và chú của Luke, người hoài nghi về sự hiện diện của Kenobi trên Tatooine và muốn can dự vào cuộc sống của Luke.[9]
- Bonnie Piesse trong vai Beru Whitesun Lars: Vợ của Owen và thím của Luke.[9]
- Simone Kessell trong vai Breha Organa : Nữ hoàng của Alderaan, mẹ nuôi của Leia, và là vợ của Bail Organa.
- Flea trong vai Vect Nokru: Một thợ săn tiền thưởng được thuê để bắt cóc Leia Organa.
- Jimmy Smits vai Bail Organa: Cha nuôi của Leia và là Thượng nghị sĩ của Alderaan.
- Marisé Álvarez trong vai Nyche Horn: Một người tị nạn với một cậu con trai nhỏ đang tìm kiếm phương tiện di chuyển từ Daiyu đến Corellia.
- Rya Kihlstedt trong vai Tứ Muội: Một Phán quan.
- Zach Braff lồng tiếng cho Freck: Một tài xế vận tải cho cơ sở khai thác của Đế chế trên hành tinh Mapuzo.
- Maya Erskine trong vai Sully: Một thành viên trong mạng lưới The Path, người đã giúp Jedi thoát khỏi Đế chế.
- Ian McDiarmid trong vai Hoàng đế Palpatine: Chúa tể bóng tối của người Sith và là sư phụ của Darth Vader.

Ngoài ra, Ming Qiu, một diễn viên đóng thế trong loạt phim Star Wars The Mandalorian và The Book of Boba Fett, đóng vai sư phu Jedi Minas Velti trong đoạn hồi tưởng của Lệnh 66, Grant Feely xuất hiện trong vai Luke Skywalker, con trai của Anakin, và Anthony Daniels đảm nhận vai trò nhượng quyền thương mại của mình với tư cách là C-3PO trong khi Temuera Morrison xuất hiện trong vai một lính nhân bản kỳ cựu vô gia cư sau khi đóng vai nhân bản trong các phương tiện truyền thông Star Wars trước đó. Con gái của Ewan McGregor, Esther-Rose McGregor đóng vai Tetha Grig, một tay buôn gia vị mà Kenobi bắt gặp trên đường phố Daiyu. Dustin Ceithamer miêu tả droid NED-B. Liam Neeson thể hiện vai diễn Qui-Gon Jinn, sư phụ đã qua đời của Obi Wan, trong một vai khách mời chưa được công nhận.
Ngoài ra, Kumail Nanjiani, O'Shea Jackson Jr., Simone Kessell, Benny Safdie, Maya Erskine, và Rory Ross cũng đã được phân vai nhưng chưa được tiết lộ. Grant Feely đóng vai một nhân vật Luke Skywalker trẻ tuổi.

## Các tập phim
| TT. | Tiêu đề    | Đạo diễn     | Biên kịch | Ngày phát sóng gốc  |
| --- | ---------- | ------------ | --- | ------------------- |
| 1 | "Part I"   | Deborah Chow | Cốt truyện : Stuart Beattie and Hossein Amini Kịch bản : Joby Harold and Hossein Amini and Stuart Beattie              | 27 tháng 5 năm 2022 |
| Mười năm sau Lệnh 66, khi hầu hết thành viên Hội đồng Jedi đã bị giết, Đại Phán quan, Ngũ Huynh và Tam Muội (Reva Sevander) tìm thấy một Jedi còn sống sót, Nari, trên Tatooine. Reva trở nên mất kiên nhẫn và cố gắng giết anh ta, buộc Đại Phán quan phải ngăn cô lại và cho phép Nari trốn thoát. Đại Phán quan bày tỏ sự không đồng tình với sự liều lĩnh của Reva và nỗi ám ảnh về việc tìm thấy một Jedi khác còn sống sót, Obi-Wan Kenobi, người mà họ không hề biết, cũng đang ở trên Tatooine. Dưới bí danh "Ben", Kenobi làm việc tại một nhà máy sản xuất thịt và theo dõi Luke Skywalker nhỏ tuổi, con trai của Anakin Skywalker, người từng là kẻ thù của ông. Ông bị ám ảnh bởi những ký ức về quá khứ của mình, và không thể liên lạc với thầy cũ Qui-Gon Jinn của mình thông qua Thần lực. Kenobi từ chối giúp Nari, và sau đó nhìn thấy xác chết của anh ta bị treo cổ trong thị trấn. Trên Alderaan, Leia, con gái của Anakin, được nhận nuôi bởi người quen của Kenobi, Thượng nghị sĩ Bail Organa, bị bắt cóc bởi băng đảng của Vect Nokru, một nhóm thợ săn tiền thưởng được Reva thuê để dụ Kenobi. Organa liên lạc với Kenobi và cầu xin anh giúp giải cứu Leia. Kenobi lúc đầu từ chối, nhưng đã hài lòng sau khi Organa gặp riêng anh ta.                                                                     |            |              | |                     |
| 2 | "Part II"  | Deborah Chow | Cốt truyện : Stuart Beattie and Hossein Amini Kịch bản : Joby Harold                                                   | 27 tháng 5 năm 2022 |
| Sau khi theo dấu những kẻ bắt cóc đến hành tinh Daiyu, Kenobi gặp kẻ lừa đảo Haja Estree, kẻ giả mạo là một Jedi. Haja hướng Kenobi đến vị trí của Leia, nơi anh đánh bại những kẻ bắt cóc và giải cứu cô. Grand Inquisitor biết được sự hiện diện của họ và khóa thành phố. Reva không tuân lệnh để đứng xuống và đặt một khoản tiền thưởng mới cho Kenobi, khiến những người lính đánh thuê xung quanh thành phố nhắm vào anh ta và Leia. Khi Leia nhận ra họ đang truy lùng Kenobi, cô mất niềm tin vào anh và bỏ chạy. Chạy trốn đến một mái nhà với những tên lính đánh thuê đang cố gắng giết họ, Leia nhảy xuống và Kenobi đã cứu cô bằng Thần lực, lấy được lòng tin của cô. Haja tìm thấy họ và hướng họ đến một cảng hàng hóa không có người bảo vệ để từ đó họ có thể trốn thoát, nhưng không thể ngăn Reva theo dõi họ. Reva tiết lộ với Kenobi rằng Anakin, người mà Kenobi tin là đã chết, vẫn còn sống với cái tên Darth Vader. Đại Phán quan đến để bắt Kenobi, nhưng Reva đâm anh ta bằng thanh kiếm của mình, vô tình để Kenobi và Leia trốn thoát. Trên Mustafar, Vader thức tỉnh trong một chiếc xe tăng bacta. |            |              | |                     |
| 3 | "Part III" | Deborah Chow | Joby Harold & Hannah Friedman and Hossein Amini and Stuart Beattie                                                     | 1 tháng 6 năm 2022  |
| Trong pháo đài của mình ở Mustafar, Vader hướng dẫn Reva tìm Kenobi, hứa sẽ thăng chức cô lên Đại Phán quan nếu cô thành công. Phương tiện di chuyển của Kenobi và Leia đáp xuống hành tinh khai thác Mapuzo, và họ tiến đến điểm hẹn do Haja cung cấp. Không tìm thấy ai ở đó, họ đi trên một chiếc xe vận tải của Đế chế. Họ bị phát hiện và quân đội Đế chế được cử đi để bắt họ, nhưng họ nhận được sự giúp đỡ từ một nữ sĩ quan Đế chế, Tala, một thành viên của Path, một mạng lưới ngầm che giấu những kẻ bất đồng chính kiến và những kẻ ngoài vòng pháp luật bị săn đuổi bởi Đế chế. Cô hộ tống họ đến một lối đi bí mật dưới lòng đất, nhưng trước khi họ rời đi, Vader và các Phán quan đến và bắt đầu làm hại những người ngoài cuộc vô tội để dụ Kenobi. Kenobi đưa Leia và Tala đi trước trong khi anh ta đánh lạc hướng. Cuối cùng anh ta phải đối mặt với Vader, kẻ đã chế ngự Kenobi bằng Thần lực của anh ta bóp nghẹt và đốt cháy anh ta, khiến anh ta đau đớn. Tala đánh lạc hướng để cứu Kenobi, nhưng Leia đã bị Reva bắt giữ. |            |              | |                     |
| 4 | "Part IV"  | Deborah Chow | Joby Harold & Hannah Friedman                                                                                          | 8 tháng 6 năm 2022  |
| Sau khi thoát khỏi Vader ở Mapuzo, Kenobi và Tala đến một cơ sở của Path trên Jabiim. Trong khi đó, Leia, hiện đang bị Reva thẩm vấn về các chi tiết trên Con đường, đang bị giam giữ trên Pháo đài Inquisitorius, trụ sở thành trì của các Phán quan, nằm trên Nur. Kenobi và Tala dự định đột nhập pháo đài để giải cứu Leia. Khi vào bên trong, Kenobi phát hiện ra một kho chứa cúp chứa đầy những xác chết được bảo quản của Jedi đã bị bắt và bị giết, bao gồm cả một Youngling. Họ xoay sở để giải cứu Leia, nhưng vỏ bọc của Tala bị phá tung và sự hiện diện của họ bị lộ, và cuối cùng trốn thoát với sự giúp đỡ của chỉ huy Path Roken và quân du kích của anh ta. Vader, tức giận về diễn biến của các sự kiện, tiến hành giết Reva vì sự thất bại của cô ấy, nhưng tha thứ cho cô ấy khi cô ấy tiết lộ rằng cô ấy đã gắn một thiết bị theo dõi vào người bạn đồng hành của Leia là droid Lola để mong được giải cứu. |            |              | |                     |
| 5 | "Part V"   | Deborah Chow | Joby Harold & Andrew Stanton                                                                                           | 15 tháng 6 năm 2022 |
| Theo dõi vị trí của Kenobi đến Jabiim, Vader thăng chức Reva cho Grand Inquisitor trong khi có hồi tưởng về các buổi huấn luyện với tư cách là Anakin với Kenobi, người đã mắng mỏ Anakin vì những hành động quá khích của anh ta. Đế chế đến để bao vây cơ sở, và đóng cửa các cửa thoát hiểm. Để ngăn chặn thời gian, Kenobi thương lượng với Reva và suy ra rằng cô ấy biết danh tính thực sự của Vader khi cô chứng kiến vụ thảm sát của anh ta tại Đền Jedi ở Coruscant khi còn là Youngling. Cô tiết lộ rằng cô muốn có được sự ưu ái của Vader để giết Vader để trả thù, thay vì phục vụ anh ta. Cơ sở sau đó bị phá vỡ, Tala hy sinh bản thân để cứu Kenobi. Nhận ra rằng họ không thể chiến thắng, Kenobi đầu hàng và được đưa đến Reva. Tại đây, anh ta thuyết phục Reva giết Vader khi cô giao Kenobi cho anh ta. Trong khi đó, Leia mở cửa sau khi tháo thiết bị theo dõi của Lola, cho phép Path trốn thoát trước khi Vader bao vây cơ sở. Reva tận dụng cơ hội này để tìm cách giết Vader, nhưng nhanh chóng bị chế ngự sau một cuộc đấu tay đôi ngắn và bị đâm. Bị bỏ mặc cho cái chết, Đại Phán quan ban đầu, được tiết lộ là vẫn còn sống, đến và khẳng định lại tình trạng của mình. Khi mạng Path thoát ra, Reva tìm thấy tin nhắn của Bail Organa trên máy phát của Kenobi, tiết lộ vị trí của Luke trên Tatooine. |            |              | |                     |
| 6 | "Part VI"  | Deborah Chow | Cốt truyện : Stuart Beattie and Joby Harold & Andrew Stanton Kịch bản : Joby Harold & Andrew Stanton and Hossein Amini | 22 tháng 6 năm 2022 |
| Reva đến Tatooine để tìm Luke, trong khi Darth Vader và Đế chế truy đuổi mạng Path. Kenobi cuối cùng quyết định đối đầu với Vader một mình trên hành tinh gần đó trong khi Path trốn thoát an toàn. Sau khi lấy lại hoàn toàn liên kết của mình với Thần lực, Kenobi vô hiệu hóa Vader. Nhận ra Anakin đã hoàn toàn chấp nhận danh tính của mình là Darth Vader, Kenobi buồn bã bỏ đi. Sau khi đến nhà của Luke, Reva phải đối mặt với Owen và Beru. Cô khuất phục họ và truy đuổi Luke vào sa mạc. Sau khi nhớ lại vụ thảm sát đền Jedi của Anakin, cô quyết định trả Luke về với gia đình cậu. Kenobi chúc mừng cô ấy vì đã vượt qua được vết thương lòng và giải phóng bản thân khỏi mặt tối. Trên Mustafar, Vader được chữa lành từ bỏ việc tìm kiếm Kenobi sau khi chủ nhân của hắn, Hoàng đế Palpatine, câu hỏi về động cơ và lòng trung thành của hắn. Trở lại Alderaan, Leia tìm thấy quyết tâm mới trong nhiệm vụ của mình với tư cách là một công chúa. Kenobi đến thăm họ và khẳng định sẽ giúp đỡ các Organas khi cần thiết. Trở lại Tatooine, anh giải quyết mâu thuẫn của mình với Owen bằng cách đồng ý để Luke có một cuộc sống bình thường. Sau khi tìm thấy sự bình yên trong nội tâm của mình, anh ta cuối cùng cũng có thể trò chuyện với Thần lực của Qui-Gon.                                                    |            |              | |                     |

## Marketing
Một đoạn phim quảng cáo ngắn được phát hành vào ngày 12 tháng 11 năm 2021, với tư cách là một phần của ngày kỉ niệm Disney+ Day, gồm hình vẽ ý tưởng, và McGregor và Chow thảo luận về sê-ri. Trailer đầu tiên của sê-ri được phát hành vào ngày 9 tháng 3 năm 2022 trong cuộc họp cổ đông thường niên của Disney và trên trực tuyến. Việc sử dụng các bản nhạc của John Williams trong trailer là một điểm nhấn đáng chú ý, với Zack Sharf của tạp chí Variety nói rằng "khoảnh khắc đáng kinh ngạc nhất" của trailer là khi đoạn nhạc "Duel of the Fates" được sử dụng bởi vì nó chính là "một trong những bản nhạc phim bom tấn nhất của Williams" và sự xuất hiện của nó trong trailer "chỉ tới sự tái ngộ giữa bạn [Obi-Wan] và thù [Anakin Skywalker] trong sê-ri sắp tới". Một trailer thứ hai được phát hành vào ngày 4 tháng 5 năm 2022.

## Phát hành
Obi-Wan Kenobi được dự kiến công chiếu trên Disney+ vào thứ Sáu ngày 27 tháng 5 năm 2022, với hai tập đầu. Bốn tập tiếp theo sẽ được phát hành mỗi thứ Tư hàng tuần cho tới ngày 22 tháng 6. Chương trình ban đầu đã được dự định công chiếu vào ngày 25 tháng 5, kỉ niệm 45 năm ngày công chiếu của bộ phim Star Wars đầu tiên năm 1977.